# Узбекистанська залізниця
 Узбекистанские желе́зные доро́ги (узб. O‘zbekiston Temir Yo‘llari або Ўзбекистон темир йўллари) — Державна-акціонерна залізнична компанія «Узбекистон темир йуллари», заснована 7 листопада 1994 року на базі колишньої Середньоазійської залізниці розташована на території Узбекистану. Це залізничне підприємство керує залізницями на території Республіки Узбекистан. Загальна розгорнута довжина головних шляхів компанії станом на 2007 рік становила близько 3645 кілометрів. У компанії працює понад 54,7 тисячі осіб.
Річний вантажообіг залізниці становить близько 90% від сумарного вантажообігу всіх видів транспорту країни. Адреса управління залізниці: Республіка Узбекистан, Ташкент, 100060, вул. Т. Шевченка, 7. Голова — Рамат Ачілбай Жуманіязовіч (з жовтня 2002 р).